# Riu Susquehanna
El Susquehanna (en anglès Susquehanna River) és un riu del vessant Atlàntic dels Estats Units que neix a l'Estat de Nova York, travessa el de Pennsilvània i desemboca a la badia de Chesapeake, a Maryland. És un dels rius més llargs de l'Est dels Estats Units, amb prop de 715 km de longitud. Drena una conca de 71.225 km².

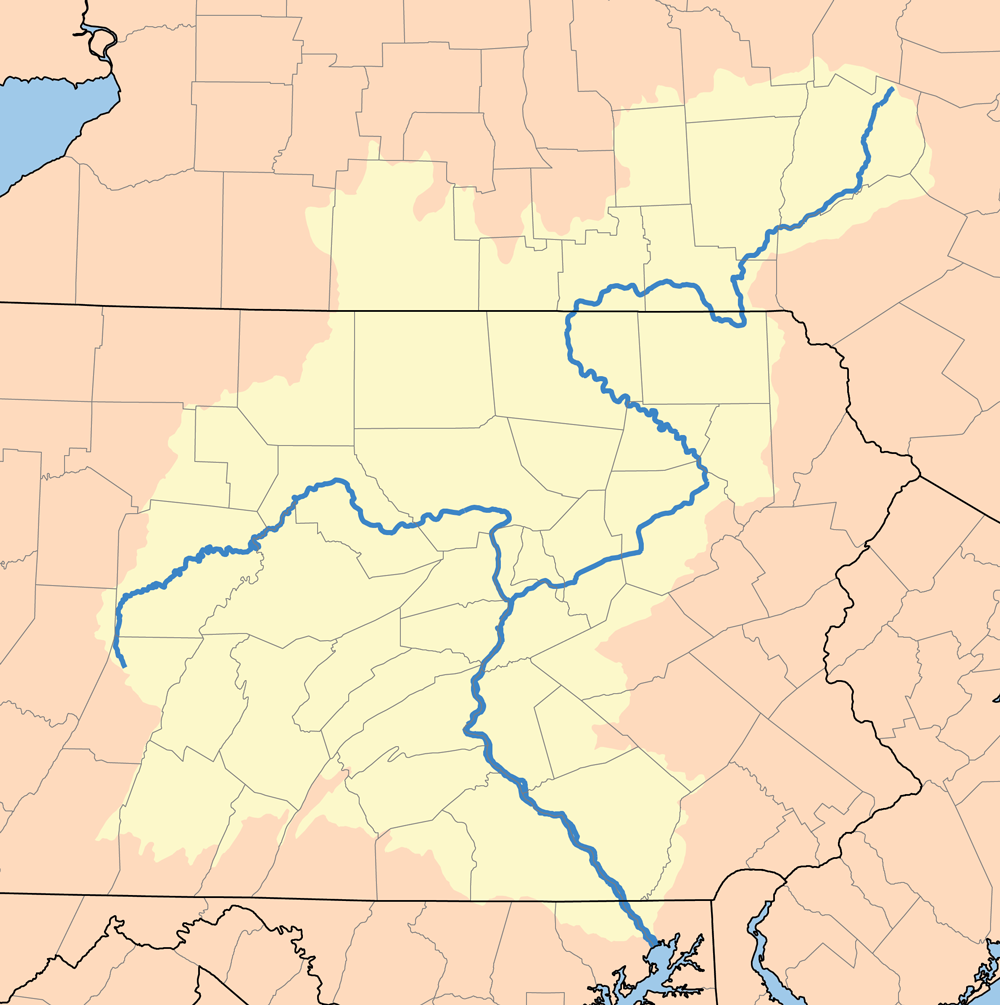
Mapa de la conca del riu Susquehanna

S'origina al llac Otsego al cor de l'estat de Nova York, fent ziga-zagues a través de les muntanyes Apalatxes abans de fluir a la badia de Chesapeake pel nord. Encara que mai no va ser una important via fluvial a causa dels seus obstacles (com ràpids), la seva vall va ser alguna vegada una significativa ruta pel sistema aqüífer del riu Ohio i després es va convertir en una regió d'extracció carbonífera.
El Susquehanna és un riu que flueix des de la part sud-est de l'estat de Nova York cap a la part central de l'estat de Pennsilvània.

## Geografia
Amb més de 715 km, és el més llarg riu de la costa Est dels Estats Units i el 16è més llarg americà. Es divideix en 2 conques més amunt, una conca Nord que té la seva font en les alçades de l'Estat de Nova York i és sovint considerada com la branca principal i una branca Oest, menys llarga, que té la seva font a l'oest de Pennsilvània i és de vegades considerada com un afluent. Les dues branques conflueixen prop de Northumberland, en el centre de Pennsilvània. La conca del Susquehanna té una superfície de 71.225 km², cobrint prop de la meitat de la superfície de Pennsilvània i de part dels Estats de Nova York i de Maryland. Aquesta conca inclou parts de la regió de l'altiplà d'Allegheny en les muntanyes Appalaches.
El riu desemboca al nord de la badia de Chesapeake, subministrant la meitat de l'aigua dolça de la badia.

## Història
Aquest riu va tenir un paper important en la història colonial i al començament dels Estats Units. Abans de la conquesta europea, la tribu dels minqua (també coneguts com susquehannock), una tribu iroquesa, vivia al llarg del riu i li va donar el seu nom. Al segle XVII forma el límit occidental del territori dels lenapes. Al segle XVIII William Penn (fundador de Pennsilvània) negocia amb els lenapes per autoritzar la instal·lació de colons europeus entre el riu Delaware i el Susquehanna. Una llegenda local indica que el nom vindria d'una frase índia que significa "mil d'amplària, un peu de profunditat" fent referència a les dimensions inhabituals del Susquehanna. Però la paraula d'origen algonquí significa simplement "torrent fangós" o "corrent ventós".
Al final del període colonial, el riu esdevé més i més important com via de comunicació i de transport amb el descobriment de carbó antracita per Necho Allen a les muntanyes del seu curs superior. El 1792 un projecte de canal, el Union Canal connectava el Susquehanna amb el Delaware al llarg dels torrents Swatara i Tulpehocken. Però aquest canal no s'acabarà fins al 1828. El segle XIX els marges del riu veuen la construcció de diversos centres industrials.
En 1779, el General James Clinton va dirigir una expedició que va baixar el riu Susquehanna després d'haver-hi deixat la seva part superior navegable per la construcció d'una presa a la seva font, el llac Otsego, que va fer elevar el nivell del llac per a continuació destruir-lo, inundant el llit del riu en unes quantes milles. Aquest fet ha estat descrit per James Fenimore Cooper en la introducció de la seva novel·la The Pioneers. A Athens (Pennsilvània), llavors coneguda amb el nom de Tioga o Tioga Point, Clinton es va unir amb les tropes del General John Sullivan que havien caminat des d'Easton (Pennsilvània). Junts, van derrotar el 29 d'agost els tories i els indis a la batalla de Newtown, prop de l'actual ciutat d'Elmira (Nova York). És conegut amb el nom de "Campanya de Sullivan-Clinton" o "expedició Sullivan." 
Algunes reivindicacions territorials conflictives entre Pennsilvània i Connecticut sobre la vall Wyoming, al llarg del Susquehanna, va portar a la creació del comtat de Westmoreland (Connecticut) i a les Pennamite Wars, guerres Pennamites, que van desembocar en la cessió de les terres disputades a Pennsilvània.
El Susquehanna té gran importància pels membres de l'Església de Jesucrist dels Sants dels Darrers Dies (més coneguda amb el nom de mormons) perquè segons ells, Joseph Smith i Oliver Cowdery hi van rebre el seu missatge celeste. El 15 de maig de 1829, segons la doctrina mormona, Joan Baptista se’ls va aparèixer. Després d'aquesta aparició, Joseph i Oliver es van batejar mútuament en el riu. Aquest mateix any, van ser igualment visitats, sempre segons la doctrina mormona, pels apòstols Pere, Jaume i Joan. Aquestes dues manifestacions van tenir lloc en indrets no precisats a la vora del riu, ja sigui en el comtat de Susquehanna, o en el de Broome.
El 1863, durant la Batalla de Gettysburg, en la Guerra de Secessió, el comandant de la Unió per la regió de la Susquehanna, el Major General Darius N. Couch estava resolt a impedir tot pas del riu per l'Exèrcit de Virgínia del Nord. Va posicionar unitats de milícia sota les ordres del Major Granville Haller per protegir els ponts claus a Harrisburg i Wrightsville així com prop dels guals. Les forces confederades es van apropar al riu en diversos indrets en els comtats de Cumberland i de York (Pennsilvània) però van deixar-ho el 29 de juny quan el general Lee va decidir concentrar els seus exèrcits a l'oest.
El 1972, la cua de l'huracà Agnes es va mantenir sota la frontera dels Estats de Nova York i de Pennsilvània, fent caure més de 508 mm de pluja sobre els turons de la regió. La major part d'aquestes precipitacions van arribar al Susquehanna des dels seus afluents occidentals i el vall va patir inundacions catastròfiques. Wilkes-Barre, a Pennsilvània, va estar entre les ciutats més afectades. La badia de Chesapeake va rebre tanta d'aigua dolça que va destruir la major part de la vida marina.
En 1979, el riu és l'escenari del més greu accident d'una central nuclear als Estats Units a Three Mile Island, una illa del Susquehanna, al sud-est de Harrisburg.
El juny de 2006, una secció important del riu hi ser afectada per les importants inundacions que va conèixer la regió Atlàntic Mitjà dels Estats Units, al nord-est dels Estats Units, inundacions provocades per un sistema ciclònic bloquejat pel Corrent en jet. La regió més greument tocada va ser Binghamton i els seus voltants, on la inundació va superar els seus nivells històrics, forçant l'evacuació de milers de residents i va suposar la destrucció de nombrosos béns i infraestructures.